# APEC Hàn Quốc 2005
APEC Hàn Quốc 2005 là một loạt các cuộc họp chính trị được tổ chức ở Hàn Quốc giữa 21 nền kinh tế thành viên của Diễn đàn Hợp tác Kinh tế châu Á - Thái Bình Dương trong năm 2005. Các nhà lãnh đạo từ tất cả các nước thành viên nhóm họp từ ngày 18-19 tháng 11 năm 2005 ở Busan.